# Für Danzig
Für Danzig war die Nationalhymne der Freien Stadt Danzig. Das Lied wurde von Paul Enderling geschrieben, die Melodie dazu wurde von Georg Göhler komponiert.

## Deutscher Liedtext
Kennst du die Stadt am Bernsteinstrand,
umgrünt von ew’ger Wälder Band,
wo schlanke Giebel streben
empor zum Sonnenschein!
Ja, sollt’ ich fröhlich leben,
in Danzig müßt es sein!
Kennst du die Stadt, wo Turm an Turm
in Treue trotzt dem Zeitensturm,
wo stolze Schiffe gleiten
ins blaue Meer hinein!
Ja, sollt’ ich tapfer streiten,
für Danzig müßt es sein!
Kennst du die Stadt, wo deutsche Art
voll Kraft und Mut ihr Gut bewahrt,
wo deutsch die Glocken werben
und deutsch ein jeder Stein!
Ja sollt’ ich selig sterben,
in Danzig müßt es sein!